# Божана Димитрова
Божана Димитрова е български радиоводещ журналист, един от основателите на програма „Хоризонт“ на Българското национално радио. Наричана е „Примата на българската журналистика“ и „Властелинът на ефира".

## Биография
Божана Димитрова е родена на 22 февруари 1940 година в София, Царство България. Произхожда от македонски бежански род от Енидже Вардар. Братовчедка е на режисьора Георги Дюлгеров.
Висше образование завършва в Софийския университет „Св. Климент Охридски“ по специалност „Българска филология“. От 1965 г. работи в БНР. През 1974 г. заедно с Веселин Димитров, Еди Емирян и Дора Христова създава предаването „Разговор с вас“. Това предаване се задържа в ефир близо 25 години.
На Божана Димитрова принадлежат два своеобразни рекорда: предаването „Разговор с вас“ е най-дълго съществуващо предаване в БНР – емисията съществува четвърт век и е най-дълго живялата рубрика. То се излъчва в ефир всеки петък следобед и има не по-малко от рекордните 3 милиона слушатели. Този, последният рекорд е непостижим оттогава в цялата история на българската радиожурналистика.
Журналистката е пенсионирана в началото на демократичните промени от Лиляна Попова – тогавашния радио шеф на 55-годишна възраст, след което бива спряно и самото предаване. Остават само приятелствата за цял живот и срещите ѝ в ефира с Лили Иванова, с Георги Калоянчев и с Васил Михайлов. Има спомени от полета на първия български космонавт Георги Иванов. Тя прави първия репортаж от родната му къща в Ловеч и след време написва книгата „Разговори с първия български космонавт“.

## Награди
Награда на Българското национално радио „Сирак Скитник“ за цялостен творчески принос и новаторство в БНР.

## Дарителска дейност
На Регионална библиотека „Партений Павлович“ – Силистра – Компактдискове „Ореховска идилия“ и „Танц на жетварките“. Книги „Спомени“, посветени на 115-годишнината от рождението на българския композитор, музикант и диригент Дико Илиев, Изследване от доц. д.н. Ивайло Христов „Божана Димитрова кауза радиожурналист“. „Златните десетилетия на българската електроника“ с информация за историята на завод „Оргтехника“ в Силистра, със съавтор д-р Милена Димитрова.